# Um Lugar ao Sol
Um Lugar ao Sol (título en español: Vidas ajenas) es una telenovela brasileña emitida por TV Globo entre el 8 de noviembre de 2021 y 25 de marzo de 2022. Creada por Lícia Manzo y escrita con Leonardo Moreira y Rodrigo Castilho, en colaboración con Carla Madeira, Cecília Giannetti, Dora Castellar y Marta Góes, tiene dirección de Vicente Barcellos, Clara Kutner, João Gomez, Pedro Freire y Maria Clara Abreu, dirección general de André Câmara y dirección artística de Maurício Farias.
Cuenta con las actuaciones de Cauã Reymond, Alinne Moraes, Andréia Horta, Danton Mello, Juan Paiva, Marieta Severo, Ana Beatriz Nogueira e Andrea Beltrão en los papeles principales.

## Trama
En Goiânia, los hermanos gemelos Christian y Christofer, al nacer, pierden a su madre en el parto y se quedan con su padre Ernani, quien, debido a que vive en una situación precaria, acepta dar a uno de sus hijos. Mientras Christofer es llevado por una pareja de Río de Janeiro, Christian es enviado a un orfanato, marcando la separación de ambos a punto de cumplir un año. Así, ambos crecen en realidades opuestas, sin darse cuenta de la existencia del otro.
Los caminos de los hermanos convergen cuando los dos cumplen dieciocho años. Al despedirse en el lecho de muerte del hombre que siempre creyó que era su padre, Renato descubre su verdadero origen, así como la existencia del hermano gemelo del que fue separado. Enojado, se enfrenta a su madre adoptiva Elenice, quien le miente a su hijo y le dice que su hermano y su padre biológico están muertos. Concomitantemente, Christian, que es un adulto y se ve obligado a dejar el albergue de menores donde creció, en Goiânia, también descubre que ha sido separado de su hermano.
Inteligente y dedicado a los estudios, Christian abandona el orfanato y, solo en el mundo y sin perspectivas, queda subempleado, teniendo que archivar sus sueños, y solo la existencia de su afortunado hermano parece iluminar su vida. Con la esperanza de encontrar a Christofer/Renato, decidió partir hacia Río de Janeiro. Antes, se despide de Ravi, su hermano de corazón, diez años menor, criado en el refugio con él. Christian llega a Río impulsado por la esperanza de encontrar a su hermano, mientras que Renato se dirige a Europa con un billete de ida, dispuesto a alejarse de la vida que descubrió que era una farsa.
Diez años después, Christian trabaja como vendedor ambulante fuera de un estadio con la esperanza de encontrar a su hermano. Su única pista es un recorte de revista donde un joven idéntico a él, vestido con una camiseta del Botafogo, mira un partido en la tribuna del estadio. A los 28 años, se dirige a la estación de autobuses para recibir a Ravi, quien acaba de cumplir la edad adulta. A través de ella y mudándose con él, Christian conoce a Lara. La conexión entre los dos es instantánea.
Luchadora, Lara fue criada en Minas Gerais por su abuela Noca y va a Río de Janeiro a estudiar gastronomía. Enamorado, el joven se reconcilia con su propia vida, renunciando a la ignominiosa búsqueda de su hermano perdido. Volviendo a acariciar el sueño de un futuro mejor y posible, dentro de su propia realidad, planea casarse con Lara para comenzar un pequeño negocio juntos. Sin embargo, Ravi es arrestado injustamente, acusado de un robo que no cometió, y Christian debe recaudar el dinero de la fianza. Sin otra alternativa, termina aceptando hacer un rollo con el narcotráfico y, sin darse cuenta, incurriendo en una deuda aún mayor. Amenazado de muerte y sin salida, acepta la propuesta de Lara: vender lo que tienen para liberar a Ravi de la cárcel y huir a la casa de su abuela en Minas Gerais.
En la noche fijada para la fuga, Christian se encuentra, al azar, con Renato, que acaba de regresar a Brasil. Este último, tras pasar la noche juntos y enterarse de la deuda de su hermano, sube al cerro en su lugar y, confundido con él, es asesinado por los narcotraficantes. Idéntico al recién fallecido y, en un principio, tomado por su novia, la exuberante Bárbara, y su madre adoptiva, Christian emula la personalidad y el comportamiento de su hermano, convirtiéndose en su doble. Decidido a dejar atrás el pasado, asume la identidad de Renato, con Ravi como su único confidente, ve a Lara enterrar el cuerpo que se suponía que era suyo y avanza hacia una nueva vida, teniendo que lidiar con las consecuencias de su elección.

## Elenco
| Interprete           | Personaje                                            |
| -------------------- | ---------------------------------------------------- |
| Cauã Reymond         | Christian Alves dos Santos / falso Renato            |
| Cauã Reymond         | Christofer Alves dos Santos / Renato Muniz Meirelles |
| Alinne Moraes        | Bárbara Assunção                                     |
| Andréia Horta        | Lara Monteiro                                        |
| Juan Paiva           | Ravi Pereira Da Silva                                |
| Danton Mello         | Matheus Prado                                        |
| Marieta Severo       | Ana Maria Monteiro (Noca)                            |
| Ana Beatriz Nogueira | Elenice Muniz Meirelles                              |
| José de Abreu        | Santiago Assunção                                    |
| Denise Fraga         | Júlia Frateschi                                      |
| Andrea Beltrão       | Rebeca Assunção                                      |
| Daniel Dantas        | Túlio Assunção                                       |
| Gabriel Leone        | Felipe Frateschi                                     |
| Pathy Dejesus        | Ruth                                                 |
| Ana Baird            | Nicole Assunção                                      |
| Otávio Müller        | Paco Valentim                                        |
| Claudia Mauro        | Helena Valentim                                      |
| Mariana Lima         | Ilana Müller                                         |
| Marco Ricca          | Breno Müller                                         |
| Natália Lage         | Drª. Gabriela                                        |
| Fernanda de Freitas  | Erica Alencar                                        |
| Lara Tremouroux      | Joyce Pimenta (Joy)                                  |
| Stella Freitas       | Geize                                                |
| Regina Braga         | Ana Virgínia Frateschi                               |
| Fernando Eiras       | Teodoro Meirelles                                    |
| Renata Gaspar        | Stephanie Alencar                                    |
| Danilo Grangheia     | Roney                                                |
| Juliana Schalch      | Hanna                                                |
| Diogo Monteiro       | Rodrigo                                              |
| Samanta Quadrado     | Mel Valentim                                         |
| Fernanda Marques     | Cecília Assunção                                     |
| Cláudia Missura      | Lucília Müller                                       |
| Luiz Serra           | Domísio Müller                                       |
| Yara de Novaes       | Inácia Pimenta                                       |
| Roberto Alencar      | Valdir                                               |
| Georgina Castro      | Thaiane                                              |
| Ju Colombo           | Dalva                                                |
| Indira Nascimento    | Janine                                               |
| Bruna Martins        | Bela                                                 |
| Samantha Jones       | Adel                                                 |
| Ângela Figueiredo    | Mercedes                                             |
| Mayara Theresa       | Leila                                                |
| Pável Reymond        | Josias                                               |
| Maju Lima            | Marie Prado                                          |
| Maithê Rodrigues     | Yasmin Pimenta                                       |
| Miguel Schmid        | Luan Alencar                                         |

### Participaciones especiales
| Intérprete        | Personaje                  |
| ----------------- | -------------------------- |
| Genézio de Barros | José Renato Meirelles      |
| Débora Duarte     | Eva Assunção               |
| Reginaldo Faria   | Aníbal                     |
| Tonico Pereira    | Romero                     |
| Eduardo Moscovis  | Edgar                      |
| Márcio Vito       | Ernani Alves dos Santos    |
| Antônio Pitanga   | Gesiel                     |
| Betty Gofman      | Antônia                    |
| Fernanda Nobre    | Maria Fernanda             |
| Rui Resende       | Napoleão                   |
| Felipe Rocha      |                            |
| Inez Viana        | Avany                      |
| Thelmo Fernandes  | Jerônimo                   |
| Tatiana Tiburcio  | Esther                     |
| Maria Gal         | Veridiana                  |
| Giovanna Chaves   | Carol                      |
| Alice Camargo     | Ludmila                    |
| Kelly Morales     | Thais                      |
| Isio Ghelman      | Alípio                     |
| Ruan Aguiar       | Damón                      |
| Patrícia Selonk   | Gorete                     |
| Aldo Perrotta     | Carlos                     |
| Cristiano Sauma   | Ruy                        |
| Rodrigo Átila     | Djalma                     |
| Alexandre Lino    | Anchieta                   |
| Leandro Ferraz    | Jamaica                    |
| Nicollas Paixão   | Jailson                    |
| Fernanda Ribeiro  | Gláucia                    |
| Cláudio Galvan    | Delegado Munhoz            |
| Sofia Teixeira    | Rosário                    |
| Raquel Rocha      | Jurema                     |
| Rafael Primot     | José Renato (joven)        |
| Lorena Comparato  | Elenice (joven)            |
| Gery              | Ernani (joven)             |
| Davi de Oliveira  | Christian / Renato (niños) |
| Lauan do Amaral   | Ravi (niño)                |

## Producción y exhibición
La preparación del elenco de la telenovela, entonces provisionalmente denominada Em Seu Lugar, empezó en enero de 2020. En el mes siguiente, comenzaron a rodarse escenas de la ahora oficialmente titulada Um Lugar ao Sol. En los Estúdios Globo se instalaron nueve decorados fijos para la trama, alrededor de trescientos ambientes y una ciudad escénica de 5.300 m² que reproduce un barrio de Río de Janeiro.
En abril de 2020, con los primeros impactos provocados por la pandemia de COVID-19, Globo interrumpió el rodaje de la producción, que se estrenaría en mayo, por tiempo indefinido. A través de un estricto protocolo de salud y buscando la prevención en su complejo de grabación, la estación comenzó a planificar un regreso a los estudios en agosto. La crisis de salud también retrasó la cola para las telenovelas de las nueve: Amor de Mãe, que debería terminar en mayo de 2020, fue reemplazada por una edición especial de Fina Estampa (2011–12), mientras que Um Lugar ao Sol, que debutaría en el mismo mes y finalizaría en noviembre, se pospuso para 2021. En el penúltimo mes de 2020, Globo reanudó la grabación de la telenovela, poniendo fin a la funciona casi un año después, el 24 de septiembre de 2021, lo que la convirtió en una telenovela cerrada, en la que la historia no se puede modificar según la preferencia del público.
La trama se estrenó el 8 de noviembre tras la repetición de Imperio (2014–15) a las nueve, y fue finalizada en marzo de 2022 con 119 capítulos.